# 黄云 (元朝)
黄云（？—1352年），抚州（今江西抚州市）人，元朝政治人物。
他寓居靖安。以勇捷著称。每每接战，经常以身当敌，被数十人所围，即奋身跃出。元顺帝至正十二年（1352）在象湖战役中，跟随本县达鲁花赤潮海为前锋，抵御天完红巾军。他力战身中数十飞枪，喷血大骂而死。